# Peter Mazur
Peter Mazur es un ciclista polaco nacido en Vancouver (Canadá) el 2 de diciembre de 1982.
Debutó en este año 2006 como profesional con el equipo Saunier Duval - Prodir.

## Palmarés
2003
- Majowy Wyścig Klasyczny - Lublin

2005
- Campeonato de Polonia Contrarreloj
- 3.º en el Campeonato de Polonia en Ruta

2006
- Campeonato de Polonia Contrarreloj

## Equipos
- Saunier Duval - Prodir (2006-2007)
- CCC-Polsat-Polkowice (2008)